# Ustavující kongres Občanské demokratické strany
Ustavující kongres ODS se konal 20. - 21. dubna 1991 v Olomouci. Byla na něm formálně ustavena Občanská demokratická strana.

## Dobové souvislosti a témata kongresu
Na počátku roku 1991 se vyhrotily rozpory uvnitř Občanského fóra (OF) coby širokého politického hnutí nesoucího hlavní zodpovědnost za transformaci československé (české) společnosti po sametové revoluci. 23. února 1991 přijal Sněm Občanského fóra takzvané lánské dohody, které smluvním způsobem umožňovaly rozdělení OF na dva nové politické subjekty: Občanské hnutí a Občanskou demokratickou stranu. 4. března 1991 se pak ustavil přípravný výbor ODS, jehož předsedou se stal Václav Klaus a místopředsedy Petr Čermák a Miroslav Macek. K nové straně připojily asi dvě třetiny z registrovaných členů OF a většina regionálních manažerů OF, čímž ODS převzala fakticky organizační aparát OF. Strana byla od počátku silně spojena s osobností svého zakladatele. Již v průběhu sněmu OF v únoru 1991 se mezi delegáty rozdávaly přihlášky do ODS, jejichž závěrečná věta zněla: „Vítá Vás Václav Klaus.“ Strana také těžila z příklonu velké části poslanců Federálního shromáždění a České národní rady k ODS. Od počátku tak disponovala na parlamentní úrovni významnou silou.
18. března 1991 byla ODS oficiálně zaregistrována a následně probíhala organizační výstavba strany v regionech. Ve dnech 20. - 21. dubna 1991 se pak v Olomouci sešel Ustavující kongres ODS. Na něm byly přijaty stranické stanovy a programové prohlášení Cesta k prosperitě. ODS se definovala jako „demokratická pravicová strana s konzervativním programem“, podporující ekonomickou transformaci. Předsedou se stal Václav Klaus, který od delegátů získal podporu 220 : 9 hlasům.

## Personální složení vedení ODS po kongresu
- Předseda - Václav Klaus
- Místopředsedové - Petr Čermák, Miroslav Macek
- Výkonná rada ODS - Jan Bauer, Petr Čermák, Petr Hapala, Petr Havlík, František Houška, Emil Jaroš, Václav Klaus, Milan Kondr, Jiří Kovář, Miroslav Macek, Radim Nováček, Jiří Stránský, Václav Trojan, Oldřich Váca, Jindřich Vodička, Stanislav Volák, Josef Zieleniec[3]